# Abeille Bourbon
El buque de salvamento Abeille Bourbon es un remolcador de altura de 80 metros de eslora, con una fuerza de tracción de 200 toneladas, diseñado por el ingeniero naval noruego Sigmund Borgundvaaget y construido en los astilleros de Kleven Maritim situados en Gdansk, Polonia. Fue bautizado por Jacques de Chateauvieux el 13 de abril de 2005 en presencia de la madrina Bernadette Chirac.
El Abeille Bourbon es propiedad de la sociedad Abeilles International, estando fletado por el gobierno de Francia. Basado en el puerto de Brest, en Bretaña, se encarga de la vigilancia del carril de Ouessant, en el mar de Iroise, donde realiza operaciones de rescate.
El Abeille Bourbon tiene un barco gemelo, bautizado como Abeille Liberté.

## Intervenciones relevantes
- Remolque del Rokia Delmas en octubre de 2006.
- Remolque del MSC Napoli en enero de 2007.[1]
- Remolque del YM Uranus en octubre de 2010.[2]

### Buques de la clase
- / Abeille Liberté

### Buques similares
- / Don Inda (BS-11)
- / Clara Campoamor (BS-32)